# Marmosa d'Anderson
La marmosa d'Anderson (Marmosa andersoni) és una espècie d'opòssum de la família dels didèlfids. És endèmica del Perú.